# مالك أوسين إيفانز
مالك أوسين إيفانز (بالإنجليزية: Malik Ausean Evans)‏ مواليد 7 مايو 1973 في هيوستن، هو لاعب كرة سلة أمريكي معتزل. بدأ مسيرته الاحترافية في سنة 1996. يبلغ طوله 6 قدم 8 بوصة (2.0 م).

## المسيرة الاحترافية
لعب مع سول سامسونج ثندرز في موسم 2001–2002، ثم لعب مع تشانغوون إل جي ساكرز في سنة 2002، ثم لعب مع نادي كانتابريا لكرة السلة في الدوري الإسباني في موسم 2002–2003.

## روابط خارجية
- مالك أوسين إيفانز على موقع كلية كرة السلة في سبورتس رفرنس.كوم (الإنجليزية)